# Vicuña
Vicuña é uma comuna da província de Elqui, localizada na Região de Coquimbo, Chile. Possui uma área de 7.609,8 km² e uma população de 24.010 habitantes (2002).

## Personalidades
- Gabriela Mistral (1889-1957), prémio Nobel da Literatura de 1945